# أرتور بينغا
أرتور دي سوسا (بالبرتغالية: Artur de Sousa؛ 30 يوليو 1909 – 12 يوليو 1963) كان لاعب كرة قدم برتغاليًا لعب كمهاجم.

## وصلات خارجية
- أرتور بينغا على موقع قاعدة بيانات كرة القدم.إي يو (الإنجليزية)
- أرتور بينغا على موقع ناشيونال فوتبول تيمز (الإنجليزية)